# A Time Never Come
A Time Nevercome è il secondo disco dei Secret Sphere, pubblicato nel 2001. Parte del disco è un concept sul Faust di Goethe.

## Tracce
1. Gate of Wisdom
2. Legend
3. Under the Flag of Mary Read
4. The Brave
5. Emotions
6. Oblivion
7. Lady of Silence
8. The Mystery of Love
9. Paganini's Nightmare
10. Hamelin
11. Ascension
12. Dr. Faustus
13. Lost Land of Lyonesse *

*bonus track per il Giappone.

## Formazione
- Antonio Agate - tastiere
- Aldo Lonobile - chitarra
- Paco Gianotti - chitarra
- Roberto Messina - voce
- Andrea Buratto - basso
- Luca Cartasegna - batteria